# Lucila Rubio de Laverde
Lucila Rubio de Laverde (Facatativá, 1908 —1970) foi uma sufragista e socialista colombiana. Ela também era professora e a primeira mulher a apresentar um pedido de voto ao presidente da Colômbia.

## Biografia
Rubio nasceu em Facatativá, Colômbia. Ela começou seu ativismo no início da década de 1930, quando começou a lutar pelos direitos econômicos das mulheres. Ela pressionou por uma legislação garantindo acordos pré-nupciais, foi uma defensora da coabitação e manifestou-se contra o tratamento dado pela Igreja às mulheres.
Na década de 1940, Rubio havia tornado-se uma das líderes do movimento pelos direitos das mulheres na Colômbia e uma importante sufragista. Ela foi uma das fundadoras da Unión Femenina de Colombia (União Feminina da Colômbia; UFC), criada em Bogotá em 1944. A UFC foi uma das mais importantes organizações femininas da época. Ela se espalhou para outras cidades do país e promoveu o direito de voto, a alfabetização das mulheres e os direitos dos cidadãos. Rubio de Laverde foi presidente da organização e também liderou a Alianza Femenina de Colombia (Aliança Feminina da Colômbia), fundada no mesmo ano. Em 1944, a UFC havia colocado mais de 500 assinaturas pressionando pelo voto feminino e Rubio de Laverde as apresentou para o presidente Alfonso López Pumarejo, exigindo o direito ao voto das mulheres.
Ela escreveu para o Agitación Femenina entre 1944 e 1946. Rubio de Laverde escrevia sobre os problemas sociais da Colômbia sob uma perspectiva feminista, colaborando em jornais e revistas como Pax et Libertas, Verdad, e Dominical. Ela fundou o Colégio Froevel, que funcionou por oito anos, e deu palestras na Faculdade de Serviço Social, no Instituto Feminino da Universidade Livre e no Colegio Mayor de Cundinamarca.
Na Colômbia, ela participou das conferências de sufrágio de 1945 e de 1946, onde advertiu que as mulheres não deveriam se limitar a suas casas, mas que deveriam ser cidadãs plenamente participantes. Ela também compareceu ao Primeiro Congresso Interamericano de Mulheres, sediado na Cidade da Guatemala em 1947, e presidiu a sessão final de redação das resoluções. Ela participou do Segundo Congresso de Mulheres das Américas e compareceu à reunião de 1960 do Conselho Internacional de Mulheres em Varsóvia. Em 1962 ela também compareceu ao 15º Congresso da Liga da Paz e da Liberdade, sediado em São Francisco, e participou de debates sobre testes nucleares. Em 1963, Rubio participou da peregrinação Mulheres pela Paz em Roma e Genebra.